# 巴克利鎮區 (印地安納州傑斯帕縣)
巴克利鎮區（英語：Barkley Township）是位於美國印地安納州傑斯帕縣的一個行政鎮區。

## 地方資料
根據2010年美國人口普查的數據，巴克利鎮區的面積為155.20平方千米，當中陸地面積為155.00平方千米，而水域面積為0.20平方千米。當地共有人口900人，而人口密度為每平方千米5.8人。